# Eon (roman)
Eon (1985) (titlu original Eon) este un roman science fiction al scriitorului american Greg Bear, primul din seria Calea. În anul 1987, romanul a fost nominalizat la premiul Arthur C. Clarke.

## Intriga
Evenimentele din carul romanului se petrec în anul 2005, când S.U.A. și U.R.S.S. sunt pe punctul de a porni un război nuclear. În acest climat politic tensionat, în sistemul solar își face apariția un asteroid de 290 km, care se plasează pe o orbită îndepărtată. Fiecare dintre cele două națiuni încearcă să revendice obiectul (botezat "Piatra" de către americani și "Cartoful" de către sovietici, în timp ce chinezii folosesc un simbol care înseamnă balenă), victoria revenindu-le Statelor Unite și aliaților N.A.T.O..
Garry Lanier este însărcinat să conducă operațiunile pe asteroid. Acesta este compus din șapte compartimente, unul dintre cele mai surprinzătoare aspecte constituindu-l bibliotecile: conform cărților găsite aici, asteroidul vine dintr-un timp paralel, relatând evenimente similare istoriei cunoscute, dar cu unele inversiuni. Conform acestora, Pământul se află foarte aproape de un război nimicitor. În subordinea lui Lanier ajunge o matematiciană de excepție, Patricia Luisa Vasquez, singura care ar putea fi capabilă să înțeleagă principiile matematice care stau la baza funcționării asteroidului.
Cărțile din bibliotecă au dreptate: pe Pământ începe un devastator război nuclear, de care sovieticii încearcă să profite pentru a pune mâna pe asteroid. În primă fază operațiunea este încununată de succes, dar efectele războiului de pe Pământ - distrugerea statului major american și sovietic și devastarea aproape totală a planetei - dă naștere unei stări de status quo: oamenii prezenți pe asteroid, indiferent de poporul căruia îi aparțin, trebuie să învețe să coexiste pașnic, pentru a putea repune bazele civilizației umane. Ajuns conducător al sovieticilor prin conjunctura evenimentelor, Pavel Mirski înțelege necesitatea atingerii acestui deziderat și încearcă să stăvilească spiritul beligerant al ofițerilor politici din sânul națiunii sale.
În acest climat tulburat își fac apariția ființe ciudate, care îi răpesc, pe rând, pe Patricia, apoi pe Lanier și alți câțiva oameni din subordinea lui. Răpitorii nu sunt alții decât urmașii omenirii care a trecut prin războiul nuclear în timpul paralel din care provine asteroidul și care sunt organizați într-o societate numită Hexamon. Patricia, Lanier și ceilalți fac cunoștință cu lumea viitorului, în care trei sferturi din omenire trăiește în stare virtuală, și află că asteroidul reprezintă o Cale de călătorie spațială, cu numeroase porți deschise către diferite lumi. Acest viitor fascinant nu este însă scutit de probleme, cea mai mare dintre ele reprezentând-o jarții, un popor războinic care vrea să distrugă toate celelalte civilizații.
Oamenii viitorului apelează la a ajutorul Patriciei pentru a înlătura amenințarea jarților, femeia trezindu-se prinsă într-o luptă politică a facțiunilor din Hexamon. În cele din urmă se realizează modificarea Căii, pentru a scăpa de jarți, iar Patricia primește dreptul de a deschide o poartă spre alte lumi, în încercarea ei de a regăsi Pământul de dinainte de război. Ceilalți ocupanți ai asteroidului sunt prinși în porțiuni diferite de spațiu-timp, alături de unii dintre colegi și despărțiți poate pentru vecie de ceilalți.

## Considerații generale

### Piatra
Asteroidul este un sferoid a cărui axă polară este mai mare decât diametrul ecuatorial, semănând perfect cu Juno, un asteroid din centura principală. El a fost scobit în lungul axei mari, fiind divizat în șapte compartimente cilindrice vaste. Rotația sa produce gravitație artificială, iar compartimentele au fost terraformate, al doilea și al treilea conținând orașe abandonate care par a fi fost construite în viitor de oameni proveniți de pe Pământ.

### Moartea
Oamenii care au construit Piatra par a aparține unui viitor care va avea loc peste 1.200 de ani. În bibliotecile lor se menționează că civilizația umană a fost aproape complet distrusă de "Moarte", un război mondial devastator din 2005 care în care s-au folosit arme nucleare. Evenimentele înregistrate în bibliotecă referitoare la perioada dinaintea Morții sunt aproape (cu excepția sosirii Pietrei) sunt aproape identice cu cele din prezentul exploratorilor. Tensiunile dintre SUA și URSS, exacerbate de zvonurile legate de informațiile din biblioteci și de situația de pe Piatră (unde sovieticii și aliații lor au acces limitat), sugerează nu doar iminența unui război, ci chiar faptul că apariția Pietrei ar fi putut acutiza problema. 
Deoarece Piatra a apărut chiar înaintea perioadei Morții și nu există nicio înregistrare a apariției ei bibliotecile sale, i-a determinat pe savanți să concluzioneze că ea a venit dintr-un viitor alternativ. Patricia Luisa Vasquez, o fiziciană teoretician de excepție de la Caltech, este trimisă pe Piatră pentru a afla dacă Moartea poate fi evitată, precum și pentru a descifra misterele culoarului din asteroid.

### Calea
O descoperire uluitoare o constituie faptul că Piatra este mai mare pe dinăuntru decât pe dinafară: al șaptelea compartiment, extins dincolo de capătul asteroidului, pare a continua la infinit. Când Patricia este răpită de un străin cu aspect umanoid și un extraterestru, în căutarea ei este trimisă o expediție care călătoresc prin acest compartiment (numit "culoarul" sau "Calea"), întâlnind descendenții rasei umane.

### Orașul Axis și Hexamonul
Societatea descendenților omenirii, numită Hexamon, trăiește în Axis City, o structură uriașă de pe axa Căii, la un milion de kilometri de Piatră, pe care o numesc Thistledown. Hexamonul este condus de un corp guvernator cunoscut ca Nexus și este divizat în două grupuri sociale, naderiții și geshelii, care au la bază puncte de vedere diferite legate atât culturale, cât și politice. 
Naderiții conservatori resping capcanele tehnologiilor sofisticate, optând pentru o viață mai simplă. Ei sunt urmașii lui Ralph Nader, „martirizat” în timplu Morții și canonizat de urmașii care i-au luat numele. Acest lucru s-a petrecut deoarece el s-a opus tehnologiei (și, în particular, puterii nucleare) care a condus la războiul devastator.
Geshelii, pe de altă parte, folosesc tot felul de tehnologii futuriste, printre care se numără îmbunătățiri fizice și corpuri artificiale. Mulți gesheli radicali merg până acolo încât își aleg forme non-umane (sau neomorfice), spre deosebire de cei moderațu care apelează la un aspect mult mai uman.

## Teme majore
Una dintre temele majore ale romanului, în special în a doua sa jumătate, o constituie tocmai tehnologia de nivel înalt folosită de civilizația viitorului pentru a controla ingineria genetică și augmentarea oamenilor (inclusiv comunicarea prin intermediul pictogramelor). La fel este și cazul Căii, care traversează spațiul și timpul, prin suprafața ei putând fi deschise, la intervale regulate, „porți” către spații și lumi din alte linii temporale. Ca și consecință a comerțului efectuat prin aceste porți, unele specii extraterestre au devenit parteneri ai Hexamonului.
O altă temă majoră o reprezintă războiul neîntrerupt al Hexamonului cu rasa extraterestră a jarților, a căror locație este în josul Căii, la 2x10^9 kilometri (2 miliarde de kilometri).

## Lista personajelor
- Garry Lanier - manager de relații publice în inginerie aerospațială la AT&T Orbicom, fost pilot de avioane de vânătoare în Marina Militară, e însărcinat să conducă operațiunile americane de pe Piatră
- Pavel Mirski - maior în armata sovietică, ajunge general-locotenent al forțelor sovietice care încearcă să ocupe Piatra în timplu Morții
- Patricia Luisa Vasquez - fiziciană teoretician de excepție de la Caltech, este adusă pe Piatră deoarece este considerată singura capabilă să înțeleagă fizica care guvernează Calea
- Olmy - naderit aflat la a treia încarnare, unul dintre cei trei deschizător de porți din Hexamon, este trimis să recupereze oamenii din trecut care au devenit coloniști pe Piatră,
- Judith Hoffman (numită și Consiliera) - expert științific prezidențial, conduce din partea guvernului american activitățile legate de Piatră
- Suli Ram Kikura - avocată, partenera lui Olmy
- Lenore Carrolson - astrofiziciană, laureată a premiului Nobel
- Joseph Rimskaya - specialist în teoriile statistice despre comportamentul populației, jumătate rus-jumătate american, fost profesor al Patriciei la UCLA
- Karen Farley - fiziciană crescută în China, face parte din echipei chineză de la bordul Pietrei
- Wu Gi Me - specialist în inginerie electrică, membru al echipei chineze de la bordul Pietrei
- Chang i Hsing - specialistă în inginerie electrică, membră a echipei chineze de la bordul Pietrei
- Takahashi - matematician și spion rus infiltrat la nivel înalt în echipa americană care studiază Piatra
- Kirchner - ofițer NATO însărcinat cu securitatea pe Piatră
- Gerhardt - ofițer NATO însărcinat cu securitatea pe Piatră
- Frantul - membru al rasei franților, nu are nume, îl ajută pe Olmy în misiunea de răpire a Patriciei
- Belozersky - maior în armata sovietică, ofițer politic
- Garabedian - ofițer armean din armata sovietică
- Vieolgorsky - colonel în armata sovietică, ofițer politic
- Yazykov - maior în armata sovietică, ofițer politic
- Pletnev - ofițer în armata sovietică
- Rennslaer Yates - unul dintre cei trei deschizător de porți din Hexamon, renunță la bagheta sa pentru deschiderea porților în favoarea Patriciei
- Ry Oyu - unul dintre cei trei deschizător de porți din Hexamon
- Korzenowski - cel care, în trecutul istoric al Pietrei, a descoperit principiile Căii; fragmentele sale, rămase în memoria orașului Axis City, sunt adunate de Olmy și readuse la viață ca întreg cu ajutorul Patriciei

## Opinii critice
Washington Post vede în Eon „poate cea mai bine construită epopee hard SF de până acum”, comparându-l cu Rendezvous cu Rama a lui Arthur C. Clarke. SFReviews apreciază faptul că „reușește să-și țină sub control fantasticele sale idei științifice, fără a se lăsa absorbit de ele”.
Președintele BSFA și câștigătorul multor premii SF, Stephen Baxter, laudă complexitatea personajelor și este de părere că „deși cartea își are rădăcinile în tradiția space opera, demonstrând că Bear s-a inspirat din operele unor autori ca Anderson și Clarke, Eon are doar marca lui Bear”, considerând-o superioară romanului Rendezvous cu Rama.
Alma A. Hromic, pe de altă parte, critică romanul pentru faptul că „posedă toate clișeele științifice ale celor mai slabe cărți ale lui Larry Niven, cu o dezvoltare a personajelor aproape inexistentă”, exprimându-și părerea că „în ciuda câtorva sclipiri, este plicticos și depășit”.

## Adaptări
În 2007, CGSociety a organizat un concurs de grafică computerizată cu tema „Lumi în interiorul altor lumi” bazat pe Eon. Acest concurs a dus la crearea a numeroase imagini 2-d și 3d, precum și a unor trailere de filme fictive.